# Campionati statali brasiliani di calcio

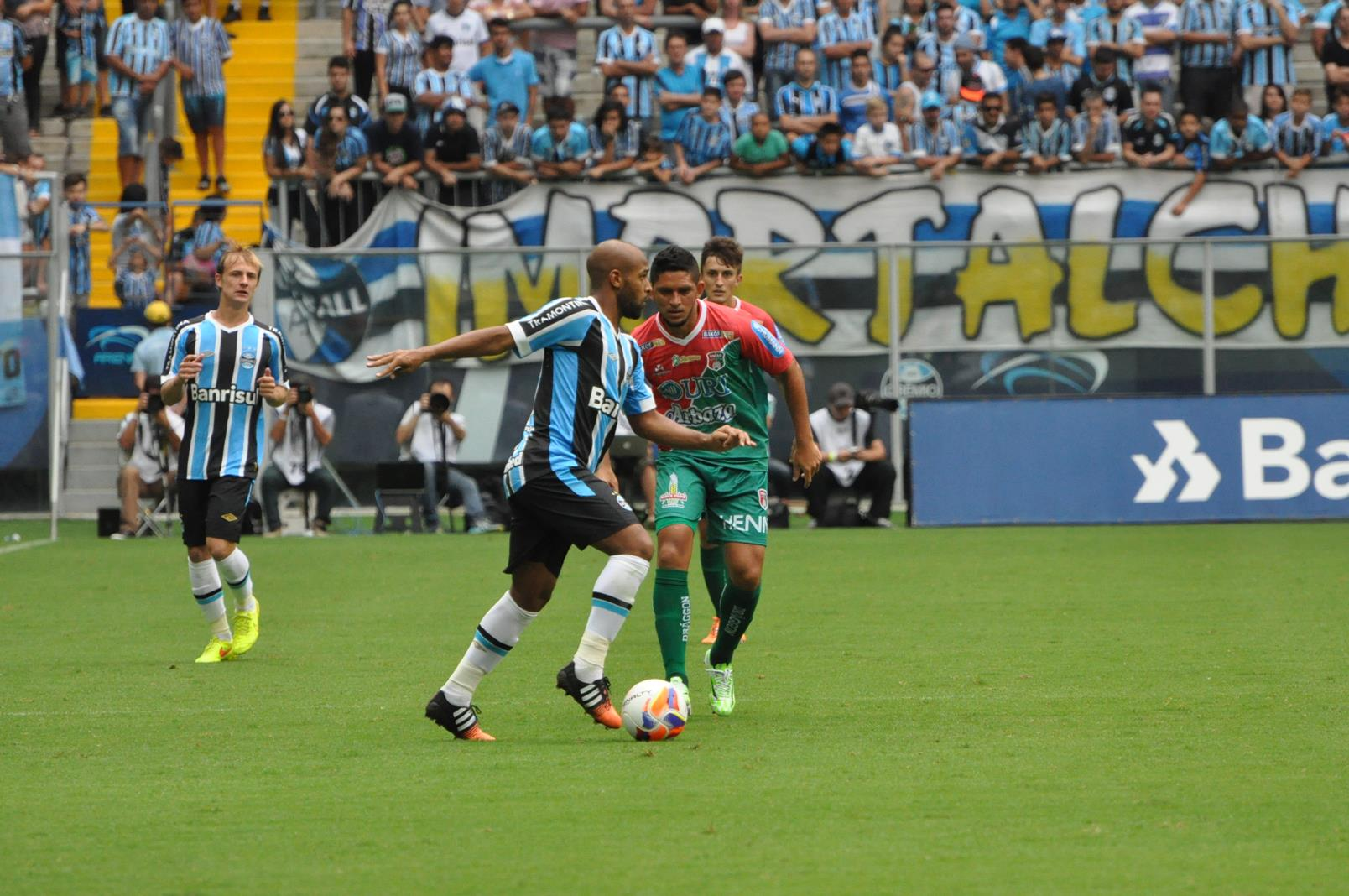
Grêmio x. União Frederiquense per il Campionato Gaúcho 2015

I campionati statali brasiliani di calcio sono competizioni calcistiche che si svolgono annualmente in ogni stato federato del Brasile; solitamente iniziano nel mese di gennaio per chiudersi a maggio.
A causa di problemi economici e geografici, le distanze tra le città più importanti del Brasile hanno fatto sviluppare al popolo brasiliano, storicamente appassionato di calcio, una grande competitività all'interno del proprio stato federato di appartenenza; a causa di questa competitività, alcune partite tra squadre rivali dello stesso stato federato sono importanti più di altre con club blasonati a livello nazionale.
I campioni statali, e in alcuni casi anche i vice-campioni, si qualificano di diritto alla Copa do Brasil della stagione successiva, e le squadre senza divisione nazionale si qualificano per il Campeonato Brasileiro Série D della stagione successiva.

## Campionati di prima divisione
| Stato               | Nome del campionato           | Fondazione |
| ------------------- | ----------------------------- | ---------- |
| Acre                | Campeonato Acriano            | 1989       |
| Alagoas             | Campeonato Alagoano           | 1927       |
| Amapá               | Campeonato Amapaense          | 1991       |
| Amazonas            | Campeonato Amazonense         | 1964       |
| Bahia               | Campeonato Baiano             | 1905       |
| Ceará               | Campeonato Cearense           | 1915       |
| Distretto Federale  | Campeonato Brasiliense        | 1959       |
| Espírito Santo      | Campeonato Capixaba           | 1917       |
| Goiás               | Campeonato Goiano             | 1944       |
| Maranhão            | Campeonato Maranhense         | 1918       |
| Mato Grosso         | Campeonato Matogrossense      | 1943       |
| Mato Grosso do Sul  | Campeonato Sul-Mato-Grossense | 1979       |
| Minas Gerais        | Campeonato Mineiro            | 1933       |
| Pará                | Campeonato Paraense           | 1908       |
| Paraíba             | Campeonato Paraibano          | 1908       |
| Paraná              | Campeonato Paranaense         | 1915       |
| Pernambuco          | Campeonato Pernambucano       | 1915       |
| Piauí               | Campeonato Piauiense          | 1941       |
| Rio de Janeiro      | Campeonato Carioca            | 1906       |
| Rio Grande do Norte | Campeonato Potiguar           | 1919       |
| Rio Grande do Sul   | Campeonato Gaúcho             | 1919       |
| Rondônia            | Campeonato Rondoniense        | 1991       |
| Roraima             | Campeonato Roraimense         | 1995       |
| Santa Catarina      | Campeonato Catarinense        | 1924       |
| San Paolo           | Campeonato Paulista           | 1902       |
| Sergipe             | Campeonato Sergipano          | 1918       |
| Tocantins           | Campeonato Tocantinense       | 1993       |

## Campionati di seconda divisione
| Stato               | Nome del campionato                       | Fondazione |
| ------------------- | ----------------------------------------- | ---------- |
| Acre                | Campeonato Acriano Segunda Divisão        | 2011       |
| Alagoas             | Campeonato Alagoano Segunda Divisão       | 1942       |
| Amapá               | Campeonato Amapaense Segunda Divisão      | 1956       |
| Amazonas            | Campeonato Amazonense Segunda Divisão     | 1960       |
| Bahia               | Campeonato Baiano Segunda Divisão         | 1922       |
| Ceará               | Campeonato Cearense Série B               | 1966       |
| Distretto Federale  | Campeonato Brasiliense Segunda Divisão    | 1997       |
| Espírito Santo      | Campeonato Capixaba Série B               | 1987       |
| Goiás               | Campeonato Goiano Segunda Divisão         | 1960       |
| Maranhão            | Campeonato Maranhense Segunda Divisão     | 2001       |
| Mato Grosso         | Campeonato Mato-Grossense Segunda Divisão | 1987       |
| Mato Grosso do Sul  | Campeonato Sul-Mato-Grossense Série B     | 1987       |
| Minas Gerais        | Campeonato Mineiro Módulo II              | 1994       |
| Pará                | Campeonato Paraense Segunda Divisão       | 1994       |
| Paraíba             | Campeonato Paraibano Segunda Divisão      | 1991       |
| Paraná              | Campeonato Paranaense Segunda Divisão     | 1915       |
| Pernambuco          | Campeonato Pernambucano Série A2          | 1977       |
| Piauí               | Campeonato Piauiense Segunda Divisão      | 1957       |
| Rio de Janeiro      | Campeonato Carioca Segunda Divisão        | 1906       |
| Rio Grande do Norte | Campeonato Potiguar Segunda Divisão       | 1968       |
| Rio Grande do Sul   | Campeonato Gaúcho Divisão de Acesso       | 1952       |
| Rondônia            | Campeonato Rondoniense Segunda Divisão    | 1980       |
| Santa Catarina      | Campeonato Catarinense Série B            | 1986       |
| San Paolo           | Campeonato Paulista Série A2              | 1947       |
| Sergipe             | Campeonato Sergipano Série A2             | 1964       |
| Tocantins           | Campeonato Tocantinense Segunda Divisão   | 2009       |

## Campionati di terza divisione
| Stato             | Nome del campionato                    | Fondazione |
| ----------------- | -------------------------------------- | ---------- |
| Rio de Janeiro    | Campeonato Carioca Terceira Divisão    | 1914       |
| Santa Catarina    | Campeonato Catarinense Série C         | 2004       |
| Ceará             | Campeonato Cearense Terceira Divisão   | 2004       |
| Rio Grande do Sul | Campeonato Gaúcho Série B              | 1967       |
| Goiás             | Campeonato Goiano Terceira Divisão     | 2002       |
| Minas Gerais      | Campeonato Mineiro Segunda Divisão     | 1961       |
| Paraná            | Campeonato Paranaense Terceira Divisão | 1991       |
| San Paolo         | Campeonato Paulista Série A3           | 1953       |